# Morten Andreasen
Morten Andreasen (født 6. august 1984) er en dansk ishockeyspiller, der siden 2011/2012 har spillet for Odense Bulldogs
Morten har forlænget sin kontrakt med Odense til 2014. Inden hans skifte, var hele hans karriere foregået i Rødovre Mighty Bulls. Hans første sæson som professionel var i sæsonen 2004-2005. Hans position på banen er forward, og han har i flere omgange været med omkring det danske landshold.
Morten Andreasen beskrives som en hårdtarbejde forward, der arbejder begge veje på banen. 